# Schefflera dichotoma
Schefflera dichotoma är en araliaväxtart som beskrevs av Pedro Fiaschi och David Gamman Frodin. Schefflera dichotoma ingår i släktet Schefflera och familjen araliaväxter. Inga underarter finns listade.